# Roque Ditro
Mario Roque Ditro (17 de agosto de 1936; Buenos Aires, Argentina - 9 de abril de 2001; Buenos Aires, Argentina) fue un exfutbolista argentino que se desempeñaba como defensa.

## Clubes
| Club               | País      | Año         |
| ------------------ | --------- | ----------- |
| Argentinos Juniors | Argentina | 1957 - 1961 |
| River Plate        | Argentina | 1962 - 1964 |
| Boca Juniors       | Argentina | 1965 - 1966 |
| Deportivo Español  | Argentina | 1967        |

## Palmarés

### Campeonatos nacionales
| Título           | Club         | País      | Año  |
| ---------------- | ------------ | --------- | ---- |
| Primera División | Boca Juniors | Argentina | 1965 |